# William D. Mitchell
Pour les articles homonymes, voir William Mitchell, DeWitt et Mitchell.
William DeWitt Mitchell, né le 9 septembre 1874 à Winona (Minnesota) et mort le 24 août 1955 à Syosset (État de New York), est un juriste et homme politique américain. Membre du Parti républicain, il est avocat général des États-Unis entre 1925 et 1929 puis procureur général des États-Unis entre 1929 et 1933 dans l'administration du président Herbert Hoover.

## Biographie
Il naît au Minnesota. Il devient ingénieur en électricité à l'université Yale. Il étudie la loi à l'université du Minnesota. Il est membre de la Delta Kappa Epsilon. Il est bachelier en 1896.
Il se marie à Gertrude Bancroft le 27 juin 1901. Il sert au tribunal de Saint Paul en 1901.
Il est officier d'infanterie durant la guerre hispano-américaine et durant la Première Guerre mondiale.
Il devient avocat général des États-Unis de 1925 à 1929 à New York. Il est procureur général des États-Unis de 1929 à 1933.